# Gianni Stensness
Gianni Stensness (* 7. Februar 1999 in Brisbane) ist ein australisch-neuseeländischer Fußballspieler.

## Karriere

### Klub
Gianni Stensness spielte in seiner Jugend von 2016 bis zum Saisonende 2016/17 beim Northbridge FC und wechselte von dort in die U21 der Central Coast Mariners. Nach einem halben Jahr schloss er sich Anfang 2018 dem Manly United FC an, wo er bis Ende Oktober spielte. Danach führte ihn sein Weg in die Reserve-Mannschaft von Wellington Phoenix. Hier gelang ihm dann Anfang 2019 der Sprung in die erste Mannschaft, für die er am 9. März 2019 bei einem 8:2-Sieg über die Central Coast Mariners, erstmals zum Einsatz kam. Im folgenden August wechselte er zu eben diesen.
Seit August 2021 steht er in Norwegen bei Viking Stavanger unter Vertrag.

### Nationalmannschaft
Da er durch seine Eltern sowohl für Australien als auch Neuseeland spielberechtigt war, kam er auch in mehreren U-Mannschaften zum Einsatz. Er war Teil der neuseeländischen Mannschaft bei den Olympischen Spielen 2020 und kam dort in jedem der drei Gruppenspiele sowie im Viertelfinale zum Einsatz. Sein Länderspieldebüt gab er dann jedoch im Trikot der australischen Nationalmannschaft am 7. Juni 2021 bei einer 0:2-Niederlage gegen Japan, wo er in der Startelf stand.